# Palmarès del Fußball-Club Gelsenkirchen-Schalke 04
Il Fußball-Club Gelsenkirchen-Schalke 04, meglio noto come Schalke 04, o semplicemente Schalke, è una società polisportiva tedesca di Gelsenkirchen, nella Renania Settentrionale-Vestfalia. Nel suo palmarès annovera 7 campionati, vinti tutti prima dell'istituzione della Bundesliga, 5 Coppe di Germania, 1 Coppa di Lega tedesca e 1 Supercoppa di Germania, 1 Coppa UEFA, 2 Coppe Intertoto.

## Competizioni nazionali
- Campionato tedesco: 7

1933-1934, 1934-1935, 1936-1937, 1938-1939, 1939-1940, 1941-1942, 1957-1958
- Coppa di Germania: 5

1937, 1971-1972, 2000-2001, 2001-2002, 2010-2011
- Coppa di Lega tedesca: 1

2005
- Supercoppa di Germania: 1

2011
- Campionato tedesco di seconda divisione: 3

1981-1982, 1990-1991, 2021-2022

## Competizioni internazionali
- Coppa UEFA: 1

1996-1997
- Coppa Intertoto UEFA: 2  (record a pari merito con Amburgo, Stoccarda e Villarreal)

2003, 2004
- Coppa delle Alpi: 1

1968

## Competizioni regionali
- Gauliga Westfalen: 11

1934, 1935, 1936, 1937, 1938, 1939, 1940, 1941, 1942, 1943, 1944
- Oberliga West: 2

1951, 1958
- Coppa della Germania occidentale: 1

1955
- Campionato della Germania occidentale: 4

1929, 1930, 1932, 1933
- Ruhrbezirk: 6

1927, 1928, 1929, 1930, 1932, 1933
- Westfalia Cup: 2

1943, 1944

## Competizioni giovanili
- Under-19 Bundesliga: 4

1975-1976, 2005-2006, 2011-2012, 2014-2015
- DFB-Pokal der Junioren: 2

2001-2002, 2004-2005
- Under-17 Bundesliga: 3

1977-1978, 2001-2002, 2021-2022

## Altri piazzamenti
- Campionato tedesco:

Secondo posto: 1932-1933, 1937-1938, 1940-1941, 1971-1972, 1976-1977, 2000-2001, 2004-2005, 2006-2007, 2009-2010, 2017-2018
Terzo posto: 1995-1996, 2007-2008, 2011-2012, 2013-2014
Semifinalista: 1931-1932, 1935-1936
- Coppa di Germania:

Finalista: 1935, 1936, 1942, 1954-1955, 1968-1969, 2004-2005
Semifinalista: 1943, 1961-1962, 1964-1965, 1970-1971, 1979-1980, 1983-1984, 2009-2010, 2017-2018
- Coppa di Lega tedesca:

Finalista: 2001, 2002, 2007
Semifinalista: 1972-1973, 2006
- Supercoppa di Germania:

Finalista:  2010
- 2. Fußball-Bundesliga:

Secondo posto: 1983-1984
- UEFA Champions League:

Semifinalista: 2010-2011
- Coppa delle Coppe:

Semifinalista: 1969-1970
- Coppa UEFA:

Semifinalista: 2005-2006
- UEFA Youth League:

Semifinalista: 2013-2014